# Lista skrótów

Lista skrótów (ang. Hash list) – jest używana do zabezpieczenia wszelkiego rodzaju danych przechowywanych w komputerach, a także przesyłanych pomiędzy nimi. Jest powszechnie wykorzystywana w sieciach P2P.
Powodem, dla którego stosuje się listy skrótów jest pewność, że otrzymany blok danych będzie nieuszkodzony i niezmodyfikowany. Listy skrótów są bardziej użyteczne od skrótów całych plików, ponieważ w chwili kiedy zostanie pobrany uszkodzony blok danych nie ma konieczności ponownego pobrania całego pliku, a jedynie jego uszkodzonego fragmentu (Zastosowanie samego skrótu pliku spowodowałoby konieczność ponownego pobrania wielu nieuszkodzonych bloków danych, zrekonstruowania pliku oraz sprawdzenia poprawności całego skrótu). Listy skrótów zapewniają ochronę przed węzłami, które próbują sabotować przesył danych rozsyłając fałszywe bloki (W takim przypadku uszkodzony blok danych zostanie pobrany z innego źródła). Na co dzień do haszowania wykorzystuje się kryptograficzną funkcję skrótu SHA-1.

## Korzeń skrótu (Root hash)
Jest skrótem listy skrótów, który potwierdza autentyczność całej listy skrótów. Powinien być pobierany z zaufanego źródła (np. od przyjaciela, lub strony internetowej posiadającej dobrą rekomendację). Stworzenie skrótu listy skrótów pozwala na pobieranie bloków danych z niezaufanych źródeł.